# Dieter Fromm
Dieter Fromm (* 21. April 1948 in Langensalza) ist ein deutscher Leichtathlet und Olympiateilnehmer, der – für die DDR startend – in den 1960er und 1970er Jahren zu den weltbesten 800-Meter-Läufern gehörte. 1969 wurde er sowohl Hallen- als auch Freilufteuropameister, 1971 Europameisterschaftszweiter. Sein Bruder ist der Behindertensportler Holger Fromm.
Das Läufertalent von Dieter Fromm wurde 1964 entdeckt: Als 16-jähriger Dreher-Lehrling, im VEB Pumpenwerk Erfurt ausgebildet, wurde er überraschend Dritter eines Crosslaufs mit 300 Teilnehmern. Danach wurde er zum SC Turbine Erfurt delegiert. Sein erster internationaler Erfolg gelang bei den Junioreneuropameisterschaften in Odessa, wo er Dritter im 800-Meter-Lauf wurde. 1967 lief er einen Jugendeuroparekord (1:48,0 min), 1968 qualifizierte er sich mit 1:46,1 min für die Olympischen Spiele in Mexiko-Stadt.

## Starts bei internationalen Höhepunkten
- 1966, Junioreneuropameisterschaften: 800 m, Platz 3 (1:51,9 min)
- 1968, Olympische Spiele: 800 m, Platz 6 (1:46,2 min); 4-mal-400-Meter-Staffel: Im Vorlauf ausgeschieden
- 1969, Halleneuropameisterschaften: 800 m, Platz 1 (1:46,6 min)
- 1969, Europameisterschaften: 800 m, Platz 1 (1:45,9 min)
- 1971, Europameisterschaften: 800 m, Platz 2 (1:46,0 min)
- 1972, Olympische Spiele: 800 m, Platz 8 (1:48,0 min)
- 1973, Europapokal-Finale: 800 m, Platz 3 (1:46,71 min)
- 1974, Europameisterschaften: 800 m, Platz 7 (1:46,3 min)
- 1975, Europapokal-Finale: 800 m, Platz 2 (1:47,36 min)

Dieter Fromm wurde 1968, 1971, 1972 und 1975 DDR-Meister im 800-Meter-Lauf und 1968 DDR-Meister im 1500-Meter-Lauf.
1976 hatte er sich für den 1500-Meter-Lauf der Olympischen Spiele qualifiziert (3:39,9 min). Bei einem Wettkampf 14 Tage vor Beginn der Olympischen Spiele trat ihm ein anderer Läufer in die Achillessehne. Dieter Fromm beendete daraufhin seine Laufbahn. Fromm startete für den SC Turbine Erfurt und trainierte bei Horst Wessel. In seiner aktiven Zeit war er 1,78 m groß und 65 kg schwer.
Nach dem Ende seiner Sportlerkarriere wurde er Nachwuchstrainer in Erfurt. Später war er Invalidenrentner. Ab den 1990er Jahren betreute er zusammen mit Dieter Hermann die Läufer des Sportvereins Creaton Großengottern, zu der der 800-Meter-Olympiasieger 2000, Nils Schumann, gehörte. Danach war er als Nachwuchstrainer beim Laufclub Thüringengas tätig. Sein Sohn Alexander heiratete die Sprinterin Uta Rohländer (Staffelweltmeisterin 1997).